# آلمتوزومب
آلمتوزومب (انگلیسی: Alemtuzumab) دارویی است که برای درمان لوسمی مزمن لنفاوی و نوعِ «عودکننده-بهبودیابندهٔ» بیماری ام‌اس به‌کار می‌رود. در لوسمی مزمن لنفاوی از این دارو به‌عنوان خط اول و دوم درمان استفاده می‌شود. در ام‌اس تنها زمانی از این دارو استفاده می‌شود که درمان‌های دیگر بی‌تأثیر بوده باشند. آلمتوزومب به‌صورت تزریق وریدی تجویز می‌شود.
این دارو یک پادتن مونوکلونال که به CD52 اتصال می‌یابد که پروتئینی است که سطح لنفوسیت‌های بالغ (و نه در سطح یاخته‌های بنیادی) موجود است. با اتصال آلمتوزومب به CD52، این لنفوسیت‌ها توسط سیستم ایمنی بدن تخریب می‌شوند.
آلمتوزومب برای مصارف پزشکی در سال ۲۰۰۱ توسط سازمان غذا و داروی آمریکا تأیید شد.

## موارد منع مصرف
آلمتوزومب در کسانی که عفونت فعال، بیماری‌های تضعیف‌کنندهٔ ایمنی (مثلاً مبتلایان به ویروس اچ‌آی‌وی) یا «نوع ۱ بیش‌حساسی» یا واکنش‌های آنافیلاکتیک با دارو دارند، ممنوع است.

## عوارض جانبی
برخی عوارض بسیار شایع آلمتوزومب عبارتند از:
- عفونت دستگاه فوقانی تنفسی
- عفونت ادراری
- عفونت با ویروس هرپس سیمپلکس
- لنفوپنی
- لکوپنی
- تغییر در عملکرد تیروئید
- تندتپشی
- راش‌های پوستی
- خارش
- افزایش دمای بدن
- خستگی

آلمتوزومب ممکن است از طریق سرکوب لنفوسیت تی تنظیم‌کننده یا ایجاد لنفوسیت‌های بی علیه بدن، موجب بروز بیماری خودایمنی شود.
مواردی از عود/شعله‌وری بیماری ام‌اس نیز گزارش شده‌است.
مطابق اطلاعیهٔ ایمنی سازمان غذا و داروی ایالات متحده آمریکا احتمال بروز عوارض نادر اما خطرناکی همچون سکتهٔ مغزی و پارگی دیوارهٔ عروق در بیماران ام‌اس وجود دارد که بیشتر ظرف یک روز از تجویز آلمتوزومب ایجاد می‌شود. همچنین ۵ مورد از خونریزی خودبه‌خودی داخل مغزی نیز در فوریهٔ ۲۰۱۹ گزارش شد.